# Geotrigona aequinoctialis
Geotrigona aequinoctialis, popularmente conhecida como mombuca, marmelada-amarela ou abelha-sem-ferrão, é uma espécie de abelha da subfamília dos apíneos (Apinae), endêmica da América do Sul e distribuída em áreas florestadas. Foi descrita por Adolpho Ducke em 1925.

## Nome
O nome popular abelha-sem-ferrão, que se comporta como sinônimo de abelha-da-terra, é comum de algumas espécies de apíneos. Mombuca, também registrado como mumbuca, mombucão ou mumbucão, deriva do tupi mu'mbuka como nome comum de abelhas da família dos meliponídeos. O nome genérico Geotrigona faz referência ao hábito das espécies desse grupo nidificarem em cavidades no solo.

## Taxonomia
Geotrigona aequinoctialis foi descrita sob o sinônimo Melipona subterranea aequinoctialis por Adolpho Ducke em 1925 na publicação Die stachellosen Bienen (Melipona) Brasiliens, Nach morphologischen und ethologischen Merkmalen geordnet. A localidade-tipo fornecida foi o estado do Pará, no Brasil. Seu lectótipo é MZUSP 103589 e seu paralectótipo é MZUSP 103579.

## Descrição
A operária de Geotrigona aequinoctialis tem corpo de 5 a 5,4 milímetros de comprimento e a cabeça com 2,44 milímetros de largura. Sua coloração é preto brilhante. As espécies de seu gênero possuem metassoma curto, quase tão largo quanto o mesossoma, achatado dorsoventralmente. A margem retrodorsal da metatíbia da operária geralmente possui poucas cerdas plumosas, a maioria com apenas dois a seis ramos dispersos, não concentrados nos ápices. A margem apical da metatíbia é arredondada, unindo-se de forma contínua à curva distal superior, que é amplamente arredondada e não se projeta em ângulo ou dente distinto antes do ângulo superior; a margem apical é reta ou fracamente côncava. Não há manchas amarelas no tegumento. A nervura M da asa anterior é escura quase até a margem. Os discos do esterno metassômico apresentam cerdas abundantes, eretas, algumas com ápices curvos.

## Distribuição e habitat
Geotrigona aequinoctialis é endêmica do Brasil e ocorre nos estados do Ceará (Baturité, Caririaçu, Guaramiranga e Ubajara), Pará (Belém e Cumaru do Norte) e Maranhão (Alcântara, Barra do Corda, Buriticupu, Maranhão, São Luís e São Raimundo das Mangabeiras), nos biomas da Caatinga, Cerrado e Amazônia. Em termos hidrográficos, ocorre nas sub-bacias do Gurupi, do Itapecuru, do Jaguaribe, do litoral do Ceará e Piauí, do Mearim, do Alto Parnaíba, do Baixo Tocantins e do Xingu. Habita áreas florestadas.

## Conservação
Em 2018, Geotrigona aequinoctialis foi classificada como pouco preocupante (LC) no Livro Vermelho da Fauna Brasileira Ameaçada de Extinção do Instituto Chico Mendes de Conservação da Biodiversidade (ICMBio). A espécie aparenta ser bastante rara. Embora possua ampla distribuição e diversos registros, todos são antigos, datando de 1982, 1983 e 1992. As principais ameaças à sua sobrevivência são a destruição e a perda de habitat. A região onde ocorre está altamente fragmentada, com os remanescentes florestais isolados por vastas áreas destinadas à agropecuária e à urbanização. Ao longo de sua área de distribuição ocorre em algumas áreas de conservação: Floresta Nacional de Carajás (Flona Carajás), o Parque Nacional dos Campos Ferruginosos (PARNA dos Campos Ferruginosos), a Área de Proteção Ambiental das Reentrâncias Maranhenses (APA das Reentrâncias Maranhenses) e a Reserva Particular do Patrimônio Natural Fazenda Boa Esperança (RPPN Fazenda Boa Esperança).